# Maruina amadora
Maruina amadora és una espècie d'insecte dípter pertanyent a la família dels psicòdids que es troba a Amèrica: Mèxic.